# Jan Hlavička
Jan Hlavička (1. srpna 1951 Praha – 5. března 2018 Praha) byl český překladatel, spisovatel science fiction povídek, autor slova emzák.
Vystudoval překladatelství a tlumočnictví francouzštiny a němčiny na Filozofické fakultě Univerzity Karlovy. Po vojenské službě byl zaměstnán v zahraničním odboru Úřadu prezídia ČSAV. Od 15 let psal poezii, ale od roku 1979 sci-fi. Tu i překládal (Wolfgang Jeschke, Carl Amery). Vydal dva soubory povídek Panelfix̌n (nad X je háček; 1990) a Hurá, hřbitov jede! (1991).
Jeho povídky se vyznačovaly realističností, posmutnělým humorem a zakořeněním v tradici české prózy. Ivan Adamovič je označil za „typicky českou science fiction“, Pavel Kosatík ho nazval „nejčeštějším z českých autorů“.

## Dílo
- HLAVIČKA, Jan. Panelfix̌n. Vybral a sestavil Zdeněk Rampas. Praha: Nakladatelství Nová vlna ve spolupráci s Winston Smith, spol. s r.o., 1990. 20,00 AA; 111 s. ISBN 80-900325-0-8.
- HLAVIČKA, Jan. Hurá, hřbitov jede!. Praha: Ivo Železný, nakladatelství a vydavatelství, spol. s r. o., 1991. 235 s. ISBN 80-7116-009-1.

### Překlady
výběr
- HARRER, Heinrich. Bílý pavouk : dobývání stěny smrti (původním názvem: Weiße Spinne). Překlad Jan Hlavička. 1. vyd. Praha: Ivo Železný, 2002. 284+16 s. ISBN 80-237-3635-3.
  - 2. vyd. Brno: Jota, 2010. 422+8 s. ISBN 978-80-7217-696-0.
- MESSNER, Reinhold. Bílá samota : má dlouhá cesta k vrcholům Himálaje (původním názvem: Weisse Einsamkeit). Překlad Jan Hlavička. 1. vyd. Praha: Brána / Knižní klub, 2004. 284+16 s. ISBN 80-7243-211-7, ISBN 80-242-1212-9.

#### Povídky a jiné texty ve fanzinech online
- http://interkom.vecnost.cz/$jnh.htm: Jak tenkrát bude lákat čas, Řetězová reakce, Kterak Ludovicus Rumplbrecht demonstroval
- Cenzorická derivace na Titanu 9, Siréna 7, jaro 1984
- Turista, Salamandr 3, podzim 1984
- Vpřed a vzhůru! Andromeda, březen 1985